# John Charles Ryle
John Charles Ryle (ur. 10 maja 1816 w Macclesfield, zm. 10 czerwca 1900 w Lowestoft) – duchowny Kościoła Anglii, od 1880 pierwszy biskup Liverpoolu.

## Życiorys
Był synem Johna Ryle, bankiera i członka Izby Gmin. Studiował na Uniwersytecie Oksfordzkim, przygotowując się do kariery politycznej i w przemyśle. Odnosił ogólnokrajowe sukcesy w sporcie. Zdecydował się na przyjęcie w 1842 ordynacji. W pracy duszpasterskiej i w twórczości teologicznej zaznaczył się jako czołowy przedstawiciel ewangelikalnego skrzydła Kościoła Anglii i rzecznik współpracy z wolnymi Kościołami protestanckimi. Ostro polemizował z anglokatolicyzmem. Na wniosek premiera Benjamina Disraeli został powołany na biskupa nowo utworzonej diecezji Liverpool, której przewodził przez 20 lat. Wśród jego dokonań było wprowadzenie urzędu świeckich kaznodziejów ("Scripture Readers").

## Wybrane publikacje[1]
- Christian Leaders of the Eighteenth Century (1869)
- Expository Thoughts on the Gospels (7 tomów, 1856–69)
- Holiness (1877)
- Practical Religion (1878)
- Principles for Churchmen (1884)
- Knots United (1885)
- Light from Old Times or Protestant Facts and Men (1890)